# Demon Knight
Demon Knight (también conocido como Cuentos de la cripta: el Caballero de los demonios en Hispanoamérica, e Historias de la cripta: caballero del diablo en España) es una película de terror de 1995 dirigida por Ernest Dickerson, y protagonizada por Billy Zane, William Sadler, Jada Pinkett Smith, Brenda Bakke, CCH Pounder, Dick Miller, y Thomas Haden Church.
Demon Knight es un film que forma parte de la popular serie de HBO Cuentos de la cripta, y se caracteriza por escenas con el Guardián de la Cripta (una vez más con la voz de John Kassir) en el comienzo y al final de la película. Su secuela fue Bordello of Blood; a pesar de que no es una secuela directa, la Llave de esta película hace aparición en ella.

## Conceptos

### La Llave
La historia de Demon Knight gira en torno a un artefacto y su guardián. El artefacto es una llave, una de las siete llaves que se necesitan para abrir la puerta del Infierno y permitir el paso de la oscuridad por el universo.
En el principio, antes de que la Tierra fuese formada, los demonios usaban estos siete talismanes para concentrar el poder del cosmos en sus manos, pero al inicio de la creación Dios dijo Hágase la luz y esta nueva luz esparció los talismanes por todo el universo otorgándoles forma de recipientes con forma de llaves. 
Después de miles de años, los demonios recuperaron seis de las llaves y acudieron a la Tierra al enterarse de que la séptima y última llave estaba ahí. En este mundo, hace dos mil años, descubrieron que la llave había caído en manos de un ladrón de Jerusalén llamado Sirach, al cual comenzaron a perseguir sin descanso. Mientras huía de los demonios, Sirach corrió por el Gólgota mientras se llevaba a cabo la Crucifixión de Jesús de Nazareth, descubriendo que los demonios que eran tocados por la sangre que escurría por sus heridas morían al contacto, por ello llenó el interior del artefacto con esta sangre haciendo imposible que los demonios la toquen sin ser lastimados. 
La sangre en la llave tiene el poder de crear barreras en entradas donde previene que los demonios pasen. Estas barreras pueden, sin embargo, ser destruidas tanto removiendo la sangre de donde fue puesta, como destruyendo la estructura donde la barrera fue generada.
Al contacto con la sangre y la llave, el ladrón recibió el don de la longevidad indefinida y una marca con forma de siete estrellas en la palma de su mano, la cual en cuanto se ordenara de una forma específica señalaría la noche en que escogería un sucesor de su labor y podría morir finalmente.
Ya que crear barreras implica derramar algo de la sangre, esta eventualmente acaba agotándose, sin embargo la llave puede volver a ser llenada con la sangre del último guardián del artefacto; la nueva reposición tiene la misma atribución, debido a que todavía tiene algo (aunque esté diluida) de la sangre de Cristo dentro o posiblemente el sacrificio de la vida de un guardián fortalece la sangre. Cuando el anterior guardián ha llegado al final de la noche señalada por su marca invariablemente la ardua pelea lo ha dejado herido de muerte y por medio de estas rellena la llave, por lo que con sus últimas fuerzas la traspasa junto al tatuaje a aquel que logró sobrevivir esa noche convirtiéndolo en el nuevo guardián.

### El Guardián
El guardián de la llave aparenta ser inmune al envejecimiento y a la muerte natural, pero todavía es vulnerable a la muerte en otros términos. En su mano hay una especie de tatuaje que actúa como aviso de cuando llegará la noche en que enfrentará a los demonios y pasará su deber como guardián a otra persona cuando la noche llegue a su fin.
El primer guardián de la llave fue un ladrón llamado Sirach. Miles de años más tarde, durante la Primera Guerra Mundial, un soldado llamado Dickerson fue el guardián de la llave y, en 1917, él pasó la responsabilidad a un soldado común llamado Frank Brayker.
Otra habilidad parece ser una suerte de memoria hereditaria que les permite poseer el conocimiento y los recuerdos de los anteriores guardianes obtenida, según parece, cuando la llave les es entregada. A lo largo de la película es posible ver a Brayker rememorar recuerdos tanto de su vida como de otros guardianes, especialmente del primer guardián; estos recuerdos también fueron transmitidos a Jeryline en el momento que recibió la llave y las estrellas se grabaron en su mano.

## Argumento

### Introducción
La historia inicia con una grabación de la escena de una película de terror cuyo director es el Guardián de la Cripta que durante una pausa saluda a los espectadores y presenta la historia a la que llama "El Caballero de los demonios".

### La Batalla de Brayker
Cerca de nueve décadas después de recibir la llave de Dickerson, una noche Brayker es perseguido por el Colector, un demonio de nivel superior encomendado a recuperar la llave. Llegando a Nuevo México y eludiendo estrechamente al Colector en la autopista tras hacer explotar el auto donde este viajaba y chocarlo contra el suyo; tras esto huye a pie mientras nervioso mira un tatuaje en su mano que cambia poco a poco el orden de las siete estrellas que lo componen. Brayker alcanza un pueblo cercano donde intenta robar el auto del propietario de un restaurante, pero Danny, hijo del dueño lo descubre y debe huir, así conoce a Tío Willy, un alcohólico que lleva a Brayker a un hostal que solía ser una iglesia. Allí Brayker conoce algunos residentes del lugar: Irene, la dueña del hostal, una joven ex-convicta en libertad condicional llamada Jeryline quien es sobrina de Irene y trabaja duramente para su tía bajo la amenaza de echarla o devolverla a prisión, el tímido trabajador postal Wally que acaba de ser despedido, la prostituta Cordelia, quien recibe trato preferencial de Irene. Al contar las personas presentes Brayker se tranquiliza y decide que si se quedará.
El comisario Tupper y el agente Bob investigan el accidente cuando de los restos del auto sale ileso el Colector, quien se identifica como un agente a cargo de la persecución de Brayker ya que robó un objeto que debe recuperar, como el auto de Brayker fue reportado robado dan por cierta la versión del sujeto y comienzan a buscar al prófugo. Al hostal llega Roach, el novio de Cordelia y cocinero del restaurante donde Brayker intentó robar el auto y poco después los policías llegan junto al Colector, arrestan a Brayker y le interroga acerca del artefacto. Como el Colector no puede tocar mientras haya sangre dentro pide al tío Willy que la vacíe; antes que este le obedezca Tupper confisca la llave y arresta al Colector ya que se le informa que ambos autos eran robados. Cuando están a punto de irse, el Colector golpea al Comisario, atravesando su cabeza con el puño. Brayker embiste al Colector, empujándolo a través de una ventana y sellándola con sangre. El Colector invoca un puñado de demonios de nivel inferior y aunque estos tampoco pueden atravesar la barrera rodean el edificio por lo que Brayker pone barreras en todos los accesos.
Brayker les explica que este enfrentamiento solo podía suceder si había siete personas junto a él la noche que las estrellas del tatuaje se reordenaran y que aceptó alojarse allí ya que no había suficientes personas, pero tras la llegada de Roach y los policías se cumplió la cuota, por lo que ahora deberán sobrevivir la noche para estar seguros. También les advierte que esos demonios son las almas de los condenados al infierno, pero que pueden ser derrotados si destruyen sus ojos ya que así es posible liberar su alma torturada, también los lastima la sangre de la llave y no pueden mirarla directamente sin sentir dolor; junto con esto les señala que el Colector intentará tentarlos, por lo que no deben oír nada de lo que les diga o perderán sus almas también.
Roach se muestra discordante y violento ya que razona que si entregan a Brayker el Colector los dejará en paz a pesar de que todos están de acuerdo con que sería una muerte segura, esto lo lleva a discutir e insultar a Cordelia quien escapa a su habitación a llorar. Una vez allí el Colector la tienta aprovechando su deseo oculto de ser vista y amada como una mujer decente, minutos después la muchacha llama a Wally a su habitación y lo seduce aprovechando que siempre ha estado enamorado de ella. Cuando el resto descubre la situación, Cordelia ya ha asesinado a Wally y después de transformarse en un demonio arranca un brazo a Irene antes de ser eliminada por Brayker.
Tras dar los primeros auxilios a Irene acuerdan escapar por una mina subterránea, cuya entrada está en el sótano ya que los demonios no la conocen; Brayker se une a ellos a regañadientes. Jeryline encuentra a Danny oculto en el lugar y este les cuenta que sus padres fueron convertidos en demonios del Colector; en ese momentos estos demonios en cuestión los atacan, todos regresan al sótano del hostal. Roach, buscando desquitarse de su jefe le dispara pero con ello destruye también la barrera, por lo que todos corren escaleras arriba, donde los demonios no los pueden alcanzar ya que poco antes, una barrera de sangre fue accidentalmente creada allí al derramarse la llave.
Brayker explica la historia de la llave a todos; en ese momento Jeryline descubre que Danny no estaba. Todos van en su búsqueda, pero Roach roba la llave del bolsillo de Brayker sin que este lo notara. El Colector se presenta para tentar a Irene proponiendo devolverle su brazo, pero esta sin inmutarse lo rechaza. Posteriormente se presenta ante Jeryline encarándola con su deseo de viajar y ser un alma libre que conozca el mundo, pero no se muestra si ella acepta o no el trato. Irene encuentra a Danny en el ático con el tío Willy, a quien ordena traer a Brayker con la llave para poner las barreras, allí ella descubre que Wally fue despedido ya que hacía años robaba la correspondencia del pueblo, además acumulaba armas para llevar a cabo una masacre, desgraciadamente las armas no tienen munición, pero Irene encuentra un racimo de granadas. El tío Willy lleva a Danny con él, pero es tentado con la ilusión de un bar con hermosas chicas semidesnudas donde el Colector posando como barman, anima al tío Willy a beber alcohol.
Brayker y Jeryline encuentran a Danny a merced de un poseído tío Willy. Brayker apenas puede combatirlo cuando descubre que no tenía llave, mientras Jeryline no es capaz de salvar a Brayker ya que aprecia al Tío Willy demasiado para dispararle. Brayker encuentra un machete y le corta la cabeza al poseído, pero eso no lo detiene; el cuerpo decapitado continúa atacando a Brayker hasta que Danny toma la cabeza cercenada y clava los ojos en la cornamenta de un venado disecado acabando con la amenaza.
Roach, mientras tanto, hace un trato con el Colector: la llave a cambio de salir ileso del hotel. Roach limpia la sangre del borde de la escalera para dejar pasar al Colector y le da la llave. De cualquier manera, cuando el Colector finalmente tiene la llave, reniega de su trato y manda a sus bestias encima de Roach, matándolo. Su victoria es corta, sin embargo, cuando Brayker dispara una flecha directo a su ojo. El Colector suelta la llave y cae al piso inferior. Brayker toma la llave y se dirige al ático con Jeryline y Danny, cuando Irene y el oficial Bob pelean con los demonios. Irene usa su cinturón de granadas y junto al oficial Bob se sacrifican para acabar con los demonios.
Ahora, solo con Jeryline y Danny, Brayker usa lo que queda de la sangre para asegurar de que Jeryline no es un demonio, mojando la mano de la muchacha. Jeryline entonces toma un poco de la sangre para crear una barrera en la ventana del ático. Brayker le entrega el artefacto a ella, diciéndole que ella es “la elegida”, la que, siendo la única de los siete iniciales que rechazó la tentación del demonio y logró sobrevivir a la noche, por lo que deberá recibir los deberes de guardián y relevarlo; la joven no se siente a la altura de semejante responsabilidad, pero Brayker insiste en que es la indicada. Para sorpresa de ambos Danny ha sucumbido a la tentación y ataca a Brayker destrozando su pecho. Jeryline arroja a Danny a través de la ventana y Danny muere por causa de la barrera. Antes de morir, Brayker rellena la llave con su propia sangre y se le da a Jeryline traspasándole también el tatuaje en su palma que inmediatamente se desordena, con sus últimas palabras el hombre le señala que cuando las estrellas se ordenen será el momento en que ella deba pasar por esta prueba que concluirá cuando ella rellene con su sangre la llave y se la herede al último sobreviviente de los siete, pero hasta ese día ella no envejecerá y deberá recorrer el mundo escondiéndose de los demonios y protegiendo la llave.
Tras la muerte de Brayker, el Colector entra al ático y vuelve a intentar que Jeryline se una a él. Jeryline había esparcido sangre en su cuerpo; cuando ella agarra el brazo del Colector, la sangre quema su piel. El Colector desaparece y Jeryline va a confrontarlo pero el demonio usa una cortina plástica para sujetarla y arrojara a la ducha. El Colector lava la sangre del cuerpo de Jeryline y ella intenta espantarlo mostrándole la llave, cosa que no surte efecto, ya que aunque la sangre puede lastimarlo al contacto él es un demonio de nivel superior y puede mirarla sin problemas, eso distrae al Colector lo suficiente para esconder un poco de la sangre de la llave en su boca antes que la vacíe en el desagüe. Luego de un último intento de hacer que ella se le una intentando enamorarla, el Colector está a punto de matarla cuando Jeryline lo escupe en el rostro. El demonio grita de dolor y se enciende en llamas antes de revertirse a su verdadera forma de demonio y explotar.
Cuando un nuevo día surge, Jeryline rellena la llave con sangre del cadáver de Brayker y sale al mundo, abordando un autobús y creando una barrera en la puerta. Un nuevo colector, un hombre de gabardina y sombrero negro, está esperando el autobús unos metros más allá, pero al detectar la barrera decide no abordar prefiriendo caminar, silbando el tema de Historias de la cripta.

### Epílogo
El film concluye con el Guardián de la Cripta acudiendo a la premier mundial de la película. Cuando llega al cine, los productores se encaran con él revelando que tiene un “montaje final”. El guardián de la Cripta es decapitado por una guillotina y la película termina con una escena de su cabeza, riendo maniáticamente en la cesta.
Siguiendo los créditos, un breve anuncio muestra al Guardián de la Cripta, prometiendo que el siguiente film, supuestamente titulado Muerto fácil (Dead Easy), aparecería pronto en los cines.

## Reparto
| Actor               | Voz de Doblaje      | Voz de Doblaje          | Papel                         |
| ------------------- | ------------------- | ----------------------- | ----------------------------- |
| Billy Zane          | Óscar Gómez         | José Luis Gil           | El Colector                   |
| William Sadler      | Óscar Arzamendi     | Salvador Aldeguer       | Frank Brayker                 |
| Jada Pinkett Smith  | Queta Calderón      | Victoria Angulo         | Jerryline                     |
| Brenda Bakke        | Elena Ramírez       | María Antonia Rodríguez | Cordelia                      |
| CCH Pounder         |                     | Pilar Gentil            | Irene                         |
| Dick Miller         | Alberto de la Plata | Jesús Nieto             | Tío Willy                     |
| Thomas Haden Church | Fabián Mejía        | Miguel Zúñiga           | Roach                         |
| John Shuck          | Germán Fabregat     | Javier Franquelo        | Comisario Tupper              |
| Gary Farmer         | Raúl Anaya          | Roberto Cuenca Martínez | Oficial Bob                   |
| Charles Fleischer   | Jorge Palafox       | Carlos Ysbert           | Wally                         |
| Ryan O'Donohue      |                     |                         | Danny                         |
| Tim De Zarn         | Eduardo Fonseca     | Alfonso Laguna          | Homer                         |
| Stephanie Sain      | Cecilia Airol       |                         | Mavis                         |
| John Larroquette    |                     |                         | Actor en el prólogo           |
| Mark D. Kennerly    |                     | Eduardo Gutiérrez       | Recolector                    |
| John Kassir         | Roberto Carrillo    | Gonzalo Durán           | Voz del Guardián de la Cripta |
| N/A                 | Sergio de Alva      |                         | Narrador                      |

## Banda sonora
1. "Cemetery Gates (Demon Knight edit)"  - Pantera
2. "Tonight We Murder" - Ministry
3. "My Misery"  - Machine Head
4. "Diadems"  - Megadeth
5. "Instant Larry" - Melvins
6. "Fall Guy" - Rollins Band
7. "Beaten" - Biohazard
8. "Policía" - Sepultura
9. "Hey Man Nice Shot" - Filter
10. "1-800-Suicide" - Gravediggaz